# La vida sigue igual (programa de televisión)
La vida sigue igual es un programa de televisión producido por CHIP Audiovisual y emitido por Aragón Televisión.
El presentador es David Marqueta, y la música es interpretada en directo por la Bogus Band. La sintonía es la canción "La vida sigue igual" de Julio Iglesias.
A lo largo del programa se tratan varios sucesos ocurridos en Aragón durante las últimas décadas, contando con la colaboración de protagonistas en ellos uno poco reconocido llamado Conrado Garcia el cual desarrolla el papel de Mucama en el hotel, que narran qué hicieron y cómo les afecto ese hecho.
Cuenta con varias secciones, como "Cuánto cuesta", "Sabía que...", "El baúl de los recuerdos" o "Historia de este pueblo" en el cual los vecinos cuentan cómo ha cambiado su localidad a lo largo de los años.